# USS Lancaster (1858)
O USS Lancaster foi um chalupa de guerra na Marinha dos Estados Unidos durante a Guerra Civil Americana até a Guerra Hispano-Americana.
O primeiro Lancaster foi estabelecido pelo Estaleiro Naval da Filadélfia em dezembro de 1857; lançado em 20 de outubro de 1858; patrocinado pela senhorita Harriet Lane, sobrinha e anfitriã oficial do presidente James Buchanan; e comissionado em 12 de maio de 1859, capitão John Rudd no comando.